# Secrets de família
Secrets de família es la segunda telenovela de emisión diaria que emitió TV3 durante el año 1995, como sucesora de Poble Nou. Esta vez la acción sucedió en Gerona.
Posteriormente la serie ha sido emitida en Canal Nou y IB3.

## Actores
- Montse Guallar: Dolors Alsina
- Sergi Mateu: Narcís Riera
- Pep Ferrer: Albert Riera
- Núria Hosta: Joana Alsina
- Joan Massotkleiner: August Pagès
- Montserrat Carulla: Martina Comes
- Josep Castillo Escalona: Narcís Riera “Siset”
- Ingrid Rubio: Marta Riera
- Carme Abril: Eva
- Chisco Amado: Enrique
- Pere Arquillué
- Jordi Banacolocha
- Nadala Batiste: Trini
- Joan Borràs: Marçal Alsina
- David Bosch: Oscar
- Lluïsa Castell: Fina Busquets
- Sílvia Escuder: Eulàlia "Laia"
- Eduard Farelo: Serrats
- Esteve Ferrer
- Abel Folk: Francesc Vidal
- Miquel García Borda: Jordi
- Vicente Gil
- Beatriz Guevara
- Santi Ibáñez: Eliseu Palahí
- Josep Julien: Vicenç
- Pepa López: Isabel
- Lluïsa Mallol: Montse Gispert
- Josep Minguell: Esteve Major
- Pere Molina: Pere Riera
- Rosa Novell ... Rocamora
- Marta Ollé: Farners Llorenç
- Francesc Orella: Claudi
- Albert Pérez
- Ariadna Planas: Eli
- Pep Planas: Aleix Riera
- Marta Roca: Irene Pagès
- Pep Sais
- Liberata Sepa: Kebala
- Lluís Soler: Comissari Cortés
- Artur Trias
- Al Victor: Mickey
- Emma Vilarasau: Laura Cufí
- Jordi Cadellans
- Carme Sansa

## Audiencias
Tuvo una media de 678.000 telespectadores.